# Gran Premio motociclistico d'Italia 1997
Il Gran Premio motociclistico d'Italia 1997 fu la quarta gara del motomondiale 1997.
Si svolse il 18 maggio 1997 sul circuito del Mugello e vide le vittorie di Mick Doohan su Honda nella classe 500, di Max Biaggi nella classe 250 e di Valentino Rossi nella classe 125.

## Classe 500

### Arrivati al traguardo
| Pos. | Nº | Pilota            | Squadra                 | Motocicletta | Giri | Tempo     | Griglia | Punti |
| ---- | -- | ----------------- | ----------------------- | ------------ | ---- | --------- | ------- | ----- |
| 1    | 1  | Mick Doohan       | Repsol Honda            | Honda        | 23   | 44:06.442 | 1       | 25    |
| 2    | 3  | Luca Cadalora     | Red Bull Yamaha WCM     | Yamaha       | 23   | +10.056   | 7       | 20    |
| 3    | 18 | Nobuatsu Aoki     | Rheos ELF F.C.C. T.S.   | Honda        | 23   | +17.349   | 5       | 16    |
| 4    | 2  | Àlex Crivillé     | Repsol Honda            | Honda        | 23   | +19.145   | 2       | 13    |
| 5    | 6  | Daryl Beattie     | Lucky Strike Suzuki     | Suzuki       | 23   | +21.089   | 11      | 11    |
| 6    | 4  | Alex Barros       | Honda Gresini           | Honda        | 23   | +21.393   | 9       | 10    |
| 7    | 5  | Norifumi Abe      | Yamaha Team Rainey      | Yamaha       | 23   | +29.190   | 13      | 9     |
| 8    | 12 | Jean-Michel Bayle | Marlboro Team Roberts   | Modenas KR3  | 23   | +29.414   | 10      | 8     |
| 9    | 20 | Sete Gibernau     | Yamaha Team Rainey      | Yamaha       | 23   | +30.704   | 14      | 7     |
| 10   | 55 | Régis Laconi      | Tecmas Honda Elf        | Honda        | 23   | +37.012   | 17      | 6     |
| 11   | 19 | Doriano Romboni   | IP Aprilia Racing       | Aprilia      | 23   | +51.222   | 4       | 5     |
| 12   | 11 | Troy Corser       | Red Bull Yamaha WCM     | Yamaha       | 23   | +1:25.556 | 22      | 4     |
| 13   | 23 | Anthony Gobert    | Lucky Strike Suzuki     | Suzuki       | 23   | +1:33.610 | 20      | 3     |
| 14   | 22 | Kirk McCarthy     | World Champ Motorsports | ROC Yamaha   | 23   | +1:43.717 | 19      | 2     |
| 15   | 17 | Lucio Pedercini   | Team Pedercini          | ROC Yamaha   | 23   | +1:56.633 | 23      | 1     |
| 16   | 25 | Laurent Naveau    | Millet Racing           | ROC Yamaha   | 22   | +1 giro   | 24      |       |
| 17   | 15 | Frédéric Protat   | Soverex FP Racing       | Honda        | 22   | +1 giro   | 25      |       |

### Ritirati
| Nº | Pilota                   | Squadra               | Motocicletta | Giri | Griglia |
| -- | ------------------------ | --------------------- | ------------ | ---- | ------- |
| 24 | Takuma Aoki              | Repsol Honda          | Honda        | 15   | 6       |
| 21 | Jurgen van den Goorbergh | Millar MQP            | Honda        | 14   | 12      |
| 10 | Kenny Roberts Jr         | Marlboro Team Roberts | Modenas KR3  | 12   | 18      |
| 7  | Tadayuki Okada           | Repsol Honda          | Honda        | 10   | 3       |
| 14 | Juan Borja               | Elf 500 Roc           | ELF 500      | 7    | 15      |
| 8  | Carlos Checa             | MoviStar Honda Pons   | Honda        | 6    | 8       |
| 16 | Jürgen Fuchs             | Elf 500 Roc           | ELF 500      | 4    | 21      |
| 9  | Alberto Puig             | MoviStar Honda Pons   | Honda        | 3    | 16      |
| 53 | Francesco Monaco         | Team Paton            | Paton        | 3    | 26      |

## Classe 250

### Arrivati al traguardo
| Pos | Nº | Pilota             | Squadra                      | Motocicletta | Giri | Tempo     | Griglia | Punti |
| --- | -- | ------------------ | ---------------------------- | ------------ | ---- | --------- | ------- | ----- |
| 1   | 1  | Max Biaggi         | Marlboro Team Kanemoto Honda | Honda        | 21   | 40:47.548 | 3       | 25    |
| 2   | 34 | Marcellino Lucchi  | Aprilia Racing               | Aprilia      | 21   | +0.050    | 1       | 20    |
| 3   | 65 | Loris Capirossi    | Aprilia Racing               | Aprilia      | 21   | +0.068    | 2       | 16    |
| 4   | 2  | Ralf Waldmann      | Marlboro Honda               | Honda        | 21   | +4.174    | 7       | 13    |
| 5   | 19 | Olivier Jacque     | Chesterfield Elf Tech 3      | Honda        | 21   | +19.185   | 6       | 11    |
| 6   | 20 | Noriyasu Numata    | Arie Molenaar Racing         | Suzuki       | 21   | +43.619   | 8       | 10    |
| 7   | 15 | Stefano Perugini   | Nastro Azzurro Aprilia       | Aprilia      | 21   | +51.447   | 10      | 9     |
| 8   | 14 | Jamie Robinson     | Arie Molenaar Racing         | Suzuki       | 21   | +51.552   | 11      | 8     |
| 9   | 11 | Jeremy McWilliams  | Qub Team Optimum             | Honda        | 21   | +54.271   | 20      | 7     |
| 10  | 27 | Sebastián Porto    | PR2 YPF - ESCO               | Aprilia      | 21   | +55.006   | 15      | 6     |
| 11  | 6  | Luis d'Antín       | Antena 3 S.S.P. Competicion  | Yamaha       | 21   | +55.106   | 17      | 5     |
| 12  | 10 | Luca Boscoscuro    | Dee Cee Racing               | Honda        | 21   | +55.983   | 25      | 4     |
| 13  | 21 | Franco Battaini    | Edo Racing                   | Yamaha       | 21   | +56.734   | 13      | 3     |
| 14  | 7  | Haruchika Aoki     | Matteoni Racing              | Honda        | 21   | +57.503   | 12      | 2     |
| 15  | 18 | Osamu Miyazaki     | Edo Racing                   | Yamaha       | 21   | +1:12.080 | 18      | 1     |
| 16  | 25 | Oliver Petrucciani | Mohag Aprilia Racing         | Aprilia      | 21   | +1:28.701 | 21      |       |
| 17  | 16 | William Costes     | Chesterfield Elf Tech 3      | Honda        | 21   | +1:29.037 | 22      |       |
| 18  | 29 | Idalio Gavira      | Scuderia Mobil 1 AGV         | Aprilia      | 21   | +1:53.840 | 26      |       |
| 19  | 55 | Walter Tortoroglio | Team Italia                  | Aprilia      | 19   | +2 giri   | 29      |       |

### Ritirati
| Nº | Pilota               | Squadra                     | Motocicletta | Giri | Griglia |
| -- | -------------------- | --------------------------- | ------------ | ---- | ------- |
| 54 | Fabio Carpani        | Desenzano Corse             | Aprilia      | 20   | 23      |
| 5  | Tōru Ukawa           | Benetton Honda              | Honda        | 16   | 5       |
| 8  | Cristiano Migliorati | Team Axo Inoxmacel          | Honda        | 15   | 14      |
| 12 | Takeshi Tsujimura    | F.C.C. Technical Sports     | TSR-Honda    | 9    | 9       |
| 17 | José Luis Cardoso    | Antena 3 S.S.P. Competicion | Yamaha       | 7    | 16      |
| 22 | Kurtis Roberts       | PJ1 Oils                    | Aprilia      | 5    | 24      |
| 26 | Emilio Alzamora      | Fortuna Honda               | Honda        | 5    | 27      |
| 28 | Eustaquio Gavira     | Scuderia Mobil 1 AGV        | Aprilia      | 4    | 28      |
| 49 | Oscar Sainz          | Amadori Racing Group        | Aprilia      | 4    | 30      |
| 31 | Tetsuya Harada       | Aprilia Racing              | Aprilia      | 3    | 4       |

### Non partito
| Nº | Pilota        | Squadra           | Motocicletta | Griglia |
| -- | ------------- | ----------------- | ------------ | ------- |
| 53 | Davide Bulega | Ducci Org. Racing | Aprilia      | 19      |

## Classe 125

Da destra: il vincitore della gara della ottavo di litro, Valentino Rossi, premiato sul podio davanti al secondo classificato Jorge Martínez.

### Arrivati al traguardo
| Pos | Nº | Pilota             | Squadra                   | Motocicletta | Giri | Tempo     | Griglia | Punti |
| --- | -- | ------------------ | ------------------------- | ------------ | ---- | --------- | ------- | ----- |
| 1   | 46 | Valentino Rossi    | Nastro Azzurro Aprilia    | Aprilia      | 20   | 40:40.093 | 3       | 25    |
| 2   | 5  | Jorge Martínez     | Airtel-Aspar              | Aprilia      | 20   | +3.311    | 1       | 20    |
| 3   | 72 | Garry McCoy        | Marlboro Team Alfa Bieffe | Aprilia      | 20   | +3.313    | 6       | 16    |
| 4   | 7  | Noboru Ueda        | Team Pileri               | Honda        | 20   | +3.380    | 5       | 13    |
| 5   | 3  | Tomomi Manako      | UGT 3000                  | Honda        | 20   | +3.394    | 9       | 11    |
| 6   | 8  | Kazuto Sakata      | UGT 3000                  | Aprilia      | 20   | +3.397    | 7       | 10    |
| 7   | 2  | Masaki Tokudome    | Docshop Racing            | Aprilia      | 20   | +3.887    | 4       | 9     |
| 8   | 10 | Lucio Cecchinello  | Spidi Honda LCR           | Honda        | 20   | +7.595    | 8       | 8     |
| 9   | 19 | Frédéric Petit     | Team RMS                  | Honda        | 20   | +17.577   | 16      | 7     |
| 10  | 41 | Yōichi Ui          | Yamaha Kurz               | Yamaha       | 20   | +17.619   | 2       | 6     |
| 11  | 20 | Masao Azuma        | L.B. Racing               | Honda        | 20   | +37.303   | 14      | 5     |
| 12  | 21 | Gianluigi Scalvini | Team Axo Inoxmacel        | Honda        | 20   | +37.403   | 11      | 4     |
| 13  | 26 | Ivan Goi           | Marlboro Team Alfa Bieffe | Aprilia      | 20   | +37.431   | 21      | 3     |
| 14  | 15 | Roberto Locatelli  | Team Axo Inoxmacel        | Honda        | 20   | +37.479   | 10      | 2     |
| 15  | 62 | Yoshiaki Katō      | Semprucci Biesse          | Honda        | 20   | +37.508   | 15      | 1     |
| 16  | 32 | Mirko Giansanti    | Matteoni Racing           | Honda        | 20   | +37.803   | 19      |       |
| 17  | 33 | Manfred Geissler   | UGT 3000                  | Honda        | 20   | +38.126   | 18      |       |
| 18  | 17 | Enrique Maturana   | Yamaha Kurz               | Yamaha       | 20   | +38.135   | 12      |       |
| 19  | 25 | Josep Sardá        | Finsco Chasis             | Honda        | 20   | +1:18.683 | 25      |       |
| 20  | 12 | Dirk Raudies       | Finsco Chasis             | Honda        | 20   | +1:18.725 | 17      |       |
| 21  | 58 | Roberto Bellei     | Debbia Racing             | Honda        | 20   | +1:18.853 | 26      |       |
| 22  | 22 | Steve Jenkner      | Aprilia - ADAC Sachsen    | Aprilia      | 20   | +1:21.155 | 28      |       |
| 23  | 29 | Ángel Nieto Jr     | Airtel-Aspar              | Aprilia      | 20   | +1:48.618 | 29      |       |
| 24  | 57 | Simone Sanna       | Team Italia               | Aprilia      | 19   | +1 giro   | 27      |       |

### Ritirati
| Nº | Pilota           | Squadra                 | Motocicletta | Giri | Griglia |
| -- | ---------------- | ----------------------- | ------------ | ---- | ------- |
| 53 | Igor Antonelli   | BNT Racing              | Honda        | 18   | 22      |
| 54 | Marco Borciani   | Matteoni Cabelli Racing | Honda        | 13   | 20      |
| 88 | Peter Öttl       | UGT 3000                | Aprilia      | 8    | 13      |
| 55 | Federico Cerroni | RCGM                    | Aprilia      | 5    | 24      |
| 24 | Gino Borsoi      | Semprucci Biesse        | Yamaha       | 1    | 23      |
| 56 | Marco Masetti    | G.M.R.                  | Honda        | 1    | 30      |